# Pedro Vélez
José Pedro Antonio Vélez de Zúñiga (28 juillet 1787 - 5 août 1848) est un homme politique mexicain, qui fut membre du Pouvoir exécutif suprême au Mexique entre 23 décembre 1829 et 1er janvier 1830 avec les membres titulaires José Luis Quintanar et Lucas Alamán y Escalada,,.